# Flirsch
Flirsch ist eine Gemeinde mit 1009 Einwohnern (Stand 1. Jänner 2025) im Bezirk Landeck, im Bundesland Tirol (Österreich).

## Geografie

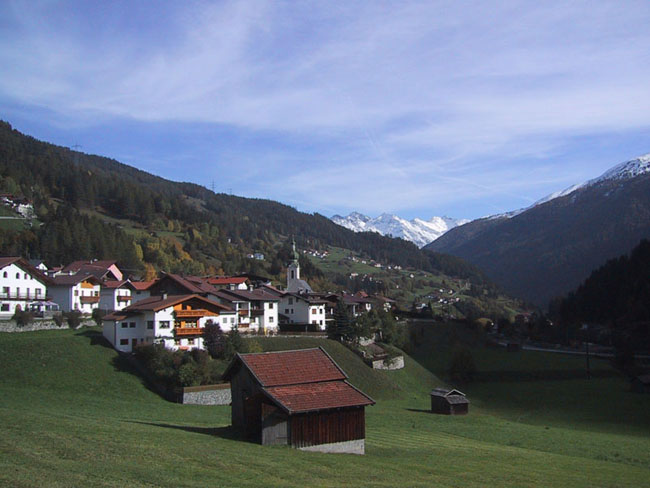
Ansicht von Flirsch im Frühjahr 2003

Der Ort liegt im Stanzer Tal zwischen Landeck und dem Arlberg.

### Gemeindegliederung
Die Gemeinde besteht aus mehreren Ortsteilen und Weilern auf beiden Seiten der Rosanna.
Die Gemeinde liegt im Gerichtsbezirk Landeck.

### Nachbargemeinden
|                    | Kaisers (RE)                                | Zams     |
| Pettneu am Arlberg | Kompassrose, die auf Nachbargemeinden zeigt | Strengen |
|                    | Kappl                                       |          |

## Geschichte
Frühzeitliche Funde belegen eine Besiedlung lange Zeit vor der ersten urkundlichen Erwähnung in der Mitte des 14. Jahrhunderts. Damals wurde in diesem Gebiet überwiegend rätoromanisch gesprochen. Der Ortsteil „Persir“ (das heutige Zentrum) wird 1275 erstmals erwähnt. Zahlreiche Sprachreste zeugen noch heute von den rätoromanischen Vorfahren (vgl. Flur- und Hausnamen wie Basur, Troschana, Parseier etc.). Den Namen Flirsch leiteten frühere sprachwissenschaftliche Forschungen ebenfalls aus dem Rätoromanischen ab. 1358 im Starkenberger Urbar erstmals als „Fluers“ erwähnt, soll er floris – Frühlingsblume bedeuten. Entsprechend dieser Deutung wurde der Gemeinde am 23. Juli 1974 das Wappen, 6 gelbe Krokusse auf blauem Grund, verliehen. Eine andere Deutung leitet den Gemeindenamen vom romanischen Namen für ‚Blumbesuch‘, ein altes Wort für Trattrecht, ab.
Im Jahre 1385 wird erstmals von einem Priester in Flirsch berichtet. Wann jedoch die erste Kirche errichtet wurde, konnte bisher nicht geklärt werden. Archäologische Befunde stehen zurzeit noch aus. Der heutige, dem hl. Bartholomäus geweihte Sakralbau wurde 1740–1751 größtenteils neu errichtet, wobei zentrale Elemente des gotischen Vorgängerbaus (Turm) integriert wurden. Die letzte Erweiterung erfolgte 1811–1812 unter den Baumeistern Johann Josef Senn und Augustin Wolf.
Im Spätmittelalter war Flirsch Teil der Urpfarre St. Jakob und erhielt erst 1528 eine eigene Kaplanei bzw. 1626 eine Kuratie. 1891 wurde Flirsch zur Pfarre erhoben.
Im Jahre 1813 erging an die Ortschaft Flirsch der behördliche Auftrag, eine selbständige Gemeinde zu bilden. Vorher war Flirsch ein Bestandteil der Nachbargemeinden.
Durch den Bau der Arlbergbahn in den Jahren 1880–1884 wurde Flirsch an den internationalen Bahnverkehr angeschlossen.
Seit 2006 ist die Arlberg Schnellstraße mit dem, den Strenger Tunnel enthaltenden, letzten Teilstück von Pians nach Flirsch durchgehend auf der Ostrampe befahrbar. 

### Bevölkerungsentwicklung
| Flirsch: Einwohnerzahlen von 1869 bis 2024          | Flirsch: Einwohnerzahlen von 1869 bis 2024 | Flirsch: Einwohnerzahlen von 1869 bis 2024 | Flirsch: Einwohnerzahlen von 1869 bis 2024 | Flirsch: Einwohnerzahlen von 1869 bis 2024 |
| --------------------------------------------------- | ------------------------------------------ | ------------------------------------------ | ------------------------------------------ | ------------------------------------------ |
| Jahr                                                |                                            |                                            |                                            | Einwohner                                  |
| 1869                                                | 1869                                       |                                            | 458                                        | 458                                        |
| 1880                                                | 1880                                       |                                            | 458                                        | 458                                        |
| 1890                                                | 1890                                       |                                            | 475                                        | 475                                        |
| 1900                                                | 1900                                       |                                            | 527                                        | 527                                        |
| 1910                                                | 1910                                       |                                            | 512                                        | 512                                        |
| 1923                                                | 1923                                       |                                            | 514                                        | 514                                        |
| 1934                                                | 1934                                       |                                            | 611                                        | 611                                        |
| 1939                                                | 1939                                       |                                            | 698                                        | 698                                        |
| 1951                                                | 1951                                       |                                            | 763                                        | 763                                        |
| 1961                                                | 1961                                       |                                            | 798                                        | 798                                        |
| 1971                                                | 1971                                       |                                            | 858                                        | 858                                        |
| 1981                                                | 1981                                       |                                            | 861                                        | 861                                        |
| 1991                                                | 1991                                       |                                            | 911                                        | 911                                        |
| 2001                                                | 2001                                       |                                            | 941                                        | 941                                        |
| 2011                                                | 2011                                       |                                            | 942                                        | 942                                        |
| 2021                                                | 2021                                       |                                            | 991                                        | 991                                        |
| 2024                                                | 2024                                       |                                            | 1.063                                      | 1.063                                      |
| Quelle(n): Statistik Austria, Gebietsstand 1.1.2021 |                                            |                                            |                                            |                                            |

## Kultur und Sehenswürdigkeiten

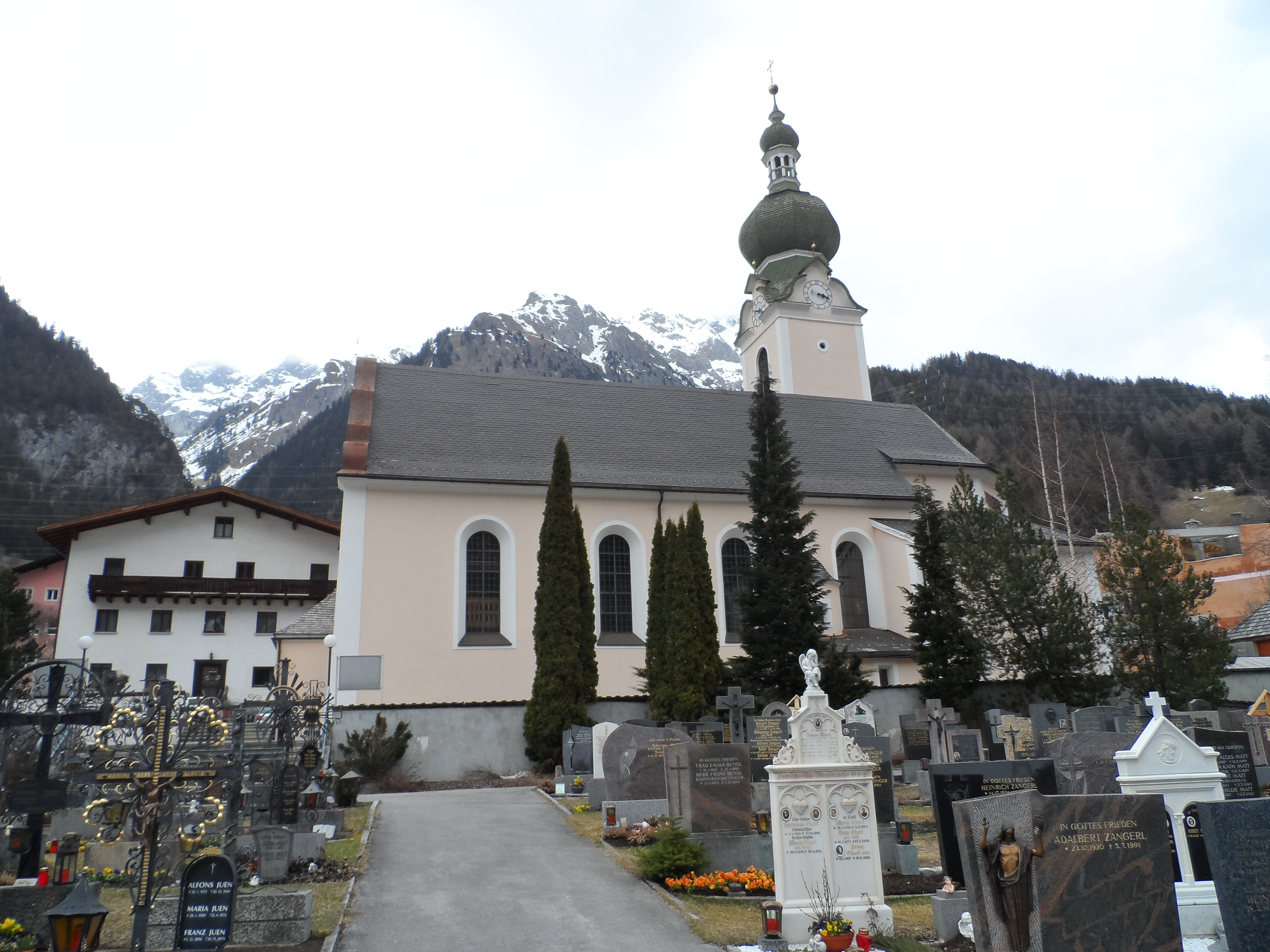
Pfarrkirche Flirsch

- Katholische Pfarrkirche Flirsch hl. Bartholomäus: Pfarrkirche mit Friedhof, Totenkapelle, Kriegerdenkmal und Widum
- Kapelle hl. Antonius, östlich am Berghang
- Lourdeskapelle, nördlich oberhalb des Dorfes
- Kapelle, beim  Gasthof Arlberg
- Gondebachbrücke, Holzbrücke aus dem 19. Jahrhundert

## Wirtschaft und Infrastruktur
Überregionale Bedeutung erhielt die Gemeinde im späten 19. Jahrhundert. 1886 gründete A. Draxl eine Schafwollfabrik, die sehr bald erweitert werden musste. Bereits 1898 wird die Fabrik in dem Jubiläumsband Die Großindustrie Österreichs erwähnt. Die Gemeinde Flirsch wurde durch die Draxl’sche Firma zu einer der wohlhabendsten Gemeinden im Bezirk Landeck. Nach mehrmaligem Verkauf wurde die Fabriksanlage 1964 schließlich stillgelegt. Die 1903–1905 im Stil des Historismus erbaute Fabrikantenvilla wurde 1968 von der Gemeinde erworben und dient heute als Rathaus.
Wirtschaftlich orientiert sich die Gemeinde heute hauptsächlich am (Winter-)Tourismus. Die nur 12 km entfernte Tourismushochburg St. Anton am Arlberg wirkt dabei belebend.
Die Anzahl der jährlichen Übernachtungen lag im Zeitraum von 2011 bis 2019 zwischen 100.000 und 120.000 und sank 2020 auf 56.000 ab.

### Verkehr
- Bahn: Durch den Bau der Arlbergbahn in den Jahren 1880–1884 wurde Flirsch an den internationalen Bahnverkehr angeschlossen. Durch die Eisenbahn (wie auch durch die Draxl’sche Fabrik) änderte sich der einst vorwiegend bäuerlichen Struktur des Ortes und seiner Bevölkerung. Der Ort hat heute zwar noch einen Bahnhof, der Personennahverkehr im Tal wurde jedoch eingestellt.
- Bus: Der öffentliche Verkehr wird mit Regionalbussen betrieben.
- Straße: 1978 wurde die Arlbergschnellstraße eröffnet, seither erreicht man den Ort auch leicht mit dem Auto. Eine Lärm-Entlastung brachte der Flirscher Tunnel, denn nun wird der Autoverkehr am Ort vorbei geleitet.

## Politik

### Gemeinderat
Die Gemeinderat hat insgesamt 11 Mitglieder.
| Partei                       | 2022  | 2022    | 2016  | 2016    | 2010  | 2010    |
| Partei                       | %     | Mandate | %     | Mandate | %     | Mandate |
| ---------------------------- | ----- | ------- | ----- | ------- | ----- | ------- |
| Allgemeine Bürgerliste (ABL) | 28,83 | 3       | 27,29 | 3       | 23,28 |         |
| Lebenswertes Flirsch (LWF)   | 25,80 | 3       | 29,75 | 4       | 22,24 |         |
| Wir für alle (WFA)           | 24,56 | 3       | 20,77 | 2       | 21,90 |         |
| Wirtschafta (WIR4F)          | 20,82 | 2       | 22,18 | 2       | 22,24 |         |
| Gemeinsam für Flirsch        |       |         |       |         | 10,34 |         |

### Bürgermeister
Bürgermeister seit 1956 waren:
- 1956–1959 Franz Ehart[7]
- 1959–1965 Josef Traxl
- 1965–1968 Rudolf Wechner
- 1968–1982 Erwin Matt
- 1982–1989 Josef Pfeifer
- 1989–2004 Bruno Traxl
- seit 2004 Roland Wechner[3]

### Wappen
Blasonierung: In Blau sechs goldene Krokusse, eine gestürzte Spitze bildend.
Das 1974 verliehene Gemeindewappen symbolisiert mit den Krokussen den Ortsnamen, der als „Frühlingsweide“ gedeutet wird.

## Persönlichkeiten
- Engelbert Kolp (1840–1877), Bildhauer
- Mario Matt, Schirennläufer
- Michael Matt, Schirennläufer
- Andreas Matt, Freestyle-Schiläufer
- Alois Schönach (1811–1899), Orgelbauer
- Franz Michael Senn (1759–1813), Abgeordneter, Landrichter und Freiheitskämpfer